# Grupo Éxito
Grupo Éxito es una empresa conglomerado multinacional de origen colombiano. Nació en 1905 con la marca Carulla y desde 2024 sus dueños son el Grupo Calleja de origen salvadoreño. El grupo es líder del retail en Colombia, con las marcas Éxito, Carulla y con su marca de centros comerciales Viva. También tiene presencia en Uruguay con las marcas Grupo Disco y Grupo Devoto, y en Argentina con las marcas Libertad y Paseo.

## Historia
En 1905, se constituye en Bogotá la marca Carulla, fundada por el español José Carulla Vidal, convirtiéndose en uno de los supermercados más importantes del país.
En 1922, Luis Eduardo Yepes con sus iniciales funda la cadena de almacenes Ley en la ciudad de Barranquilla.
El 26 de marzo de 1949, el empresario Gustavo Toro Quintero abre el primer Éxito del país en el centro de la ciudad de Medellín. En sus principios fue un almacén dedicado a la venta de retazos y confecciones textiles.
En 1959 nace la Cadena de Almacenes Colombianos (Cadenalco S.A.), comenzando su historia como sociedad accionaria del Ley. En 1969 Vivero nace en Barranquilla impulsada por Alberto Azout, siendo una fábrica de camisas, convirtiéndose más adelante en una cadena de almacenes que ofrecía productos para el hogar, vestuario y supermercado.
En 1994, la compañía inicia su proceso de apertura accionaria, entrando a participar en la bolsa de valores de Bogotá, Medellín y Occidente.
En 1997, el Grupo Disco de Uruguay se asocia con el Grupo Casino, para crear el primer Geant en Montevideo. Un año después en 1998, toman el control del grupo argentino Libertad y comienzan su participación en Almacenes Éxito en Colombia.
En 1998, se creó la tienda virtual del Éxito, siendo pioneros en el país en comercio en línea.
En 1999, Grupo Casino adquiere el 25% de las acciones de Almacenes Éxito. Por otro lado, Almacenes Éxito obtiene la mayoría accionaria de Cadenalco.
En 2001, Almacenes Éxito y Cadenalco se fusionan, desapareciendo así Almacenes Super Ley y adquiere los Almacenes Ley
En 2005, Grupo Éxito incursiona en el negocio inmobiliario. También nace la Tarjeta Éxito, una tarjeta de crédito propia en alianza con Tuya.
En 2007, Grupo Casino obtiene la mayoría accionaria de Almacenes Éxito. Mientras que Almacenes Éxito adquiere Carulla Vivero, Éxito realiza emisión internacional de acciones a través de GDS. Viajes Éxito inicia operación en alianza con Avianca.
En 2008, Seguros Éxito se crea como negocio complementario. Nace la marca Surtimax, apostando a un formato de bodega y de bajo costo. Éxito inicia operaciones de sus Estaciones de Servicio.
En 2010, Almacenes Éxito y Carulla se fusionan. La marca Carulla de supermercados se mantiene y los Almacenes Éxito absorbe a los Almacenes Ley. También, nace Éxito Express bajo un formato de mini mercado.
En 2011, Almacenes Éxito adquiere el 100% de las acciones de Spice Investments Mercosur. Compañía propietaria de las cadenas Disco, Devoto y Géant en Uruguay.
En 2012 se inaugura el primer centro comercial de la marca Viva en Medellín.
En 2013 nace Aliados Surtimax. Móvil Éxito sale al mercado como telefonía móvil apoyada en la infraestructura de Tigo Colombia.
En 2015, Almacenes Éxito continúa con su proceso de internacionalización. La compañía adquiere el control con derecho de voto de Companhia Brasileira de Distribuição, el mayor retailer de Brasil en las categorías de alimentos, muebles y electrodomésticos y el segundo en comercio electrónico; con las marcas Assaí, Extra y Pão de Açúcar, Ponto Frío, Casa Bahía, y el 100% de las acciones de la compañía argentina Libertad S.A. El retailer de alimentos líder de la región de Córdoba. De esta forma, la compañía se convierte en una empresa multilatina y líder del retail en Suramérica. En este mismo año se estrena la película “Colombia Magia Salvaje”, de la cual el Grupo Éxito fue uno de sus productores.
En 2016 nace el formato cash and carry y se abre Surtimayorista, la primera tienda de venta al por mayor de Grupo Éxito en Colombia. También la compañía y el Fondo Inmobiliario de Colombia firman acuerdo de inversión para la creación de Viva Malls, vehículo especializado en el desarrollo y operación de espacios comerciales en el país.
En 2017 abre Carulla FreshMarket, una apuesta de diferenciación de la marca premium de supermercados.
Puntos Colombia nace de la unión de grandes marcas para la creación del más importante programa de lealtad en Colombia.
En 2018 Nace Éxito Wow, el hipermercado del futuro que combina el mundo físico y virtual. Abre Viva Envigado, el complejo comercial y empresarial más grande del país.

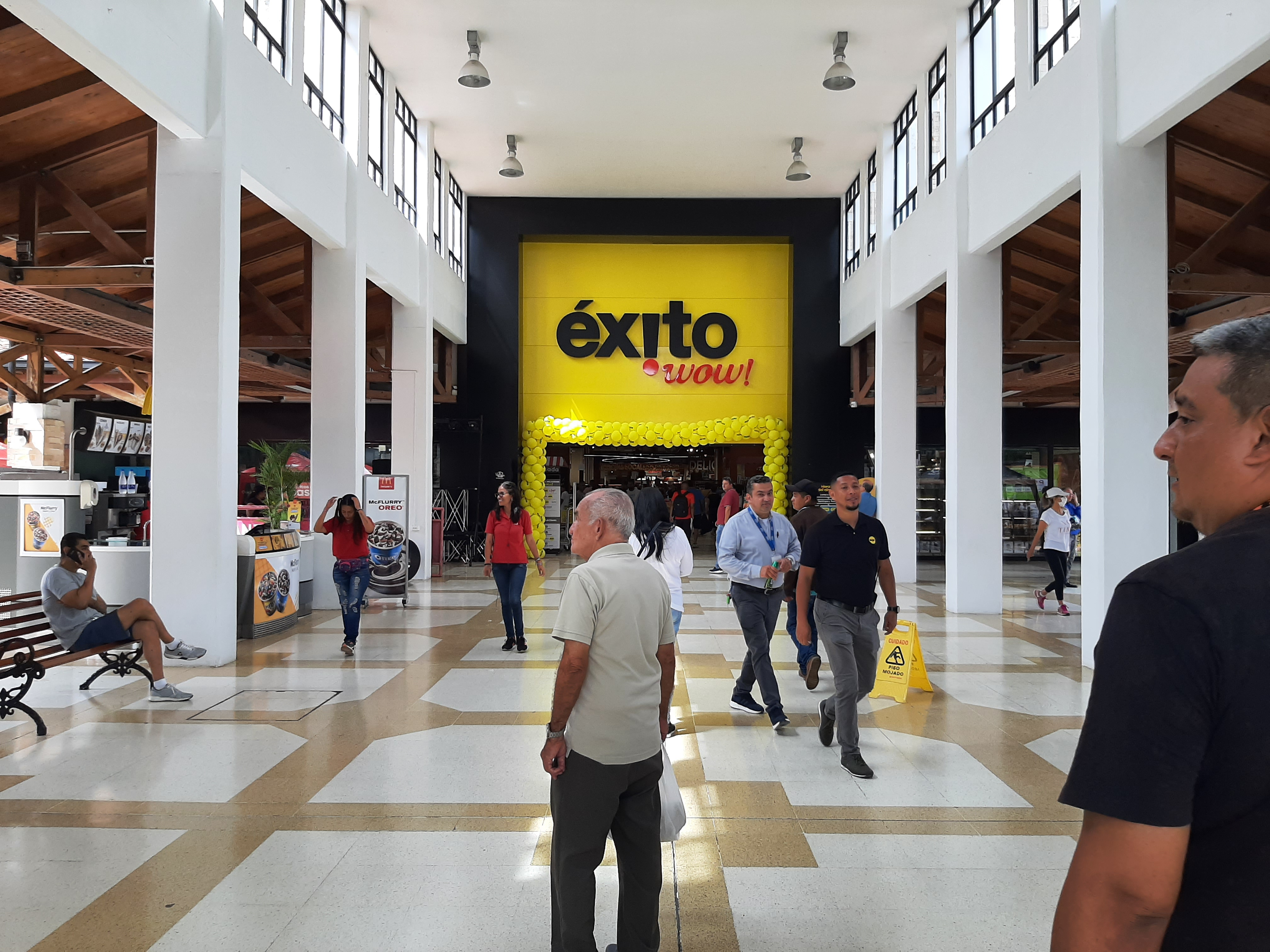
Fachada del Éxito en el Centro Comercial Alfaguara en Jamundí, donde estaba La 14

En octubre de 2018, se inaugura el Centro Comercial VIVA TUNJA, del grupo francés Casino, el más grande de la región, ubicado sobre la Avenida Universitaria con Calle 51, al norte de la ciudad de Santiago de Tunja en alianza con Hipertiendas Homecenter y Constructor de la empresa chilena Sodimac.
En 2019 Se realiza la venta de la participación indirecta del Grupo Pão de Açúcar de Brasil, dentro del proyecto de simplificación de la estructura corporativa llevada a cabo por la casa matriz Casino, Guichard-Perrachon en Latinoamérica, lo que resulta en un nuevo perímetro de consolidación de Grupo Éxito que abarca Colombia, Uruguay y Argentina.
Nace Carulla SmartMarket el primer laboratorio de "comercio inteligente" en Colombia.
En 2022 los Almacenes Éxito reemplaza las sedes de los Almacenes La 14 en Palmira, Cartago, Tuluá, Buenaventura, Jamundí, en el Valle del Cauca y la de Girardot en Cundinamarca.
El 16 de octubre de 2023 Casino anuncia la venta del Grupo Éxito al Grupo Calleja, líder del mercado del retail en El Salvador por medio de la cadena de almacenes Super Selectos, pendiente de las autorizaciones de los entes regulatorios de Colombia y Estados Unidos. Dentro de la negociación se incluye la participación de Casino en el Grupo Pão de Açúcar de Brasil.

## Situación financiera
En el primer trimestre de 2016 la compañía se consolidó como líder en América Latina, con 2554 almacenes en cuatro países, que son: Colombia, Brasil, Argentina y Uruguay, donde atienden cerca de 60 millones de clientes por año. La utilidad operacional llegó a US$ 268 000 millones, lo que indica que aumentó 123 %, y el Ebitda se disparó en 234 %. Esto la convierte en la primera compañía privada del país respecto a ventas. Pese a sus millonarios ingresos, la utilidad neta del Grupo Éxito cayó 99 %, al cerrar en US$ 947 millones, frente a US$ 67 886 millones del mismo periodo de 1995.

## Negocios
| País      | Marcas           | Descripción                                                    |
| --------- | ---------------- | -------------------------------------------------------------- |
| Argentina | Libertad         | Negocio de comercio al detal                                   |
| Argentina | Paseo Libertad   | Negocio inmobiliario                                           |
| Colombia  | Carulla          | Negocio de comercio al detal                                   |
| Colombia  | Éxito            | Negocio de comercio al detal                                   |
| Colombia  | Viva             | Negocio inmobiliario                                           |
| Colombia  | Móvil Éxito      | Telefonía Móvil                                                |
| Colombia  | Giros Éxito      | Red de envío de dinero nacional e internacional                |
| Colombia  | Tuya             | Compañía de financiamento (Mitad accionaria junto Bancolombia) |
| Colombia  | Viajes Éxito     | Agencia de viajes                                              |
| Colombia  | Seguros Éxito    | Aseguradora                                                    |
| Colombia  | Éxito Industrias | Industria de confección                                        |
| Colombia  | LTSA             | Logística, transporte y servicios asociados                    |
| Uruguay   | Devoto           | Negocio de comercio al detal                                   |
| Uruguay   | Disco            | Negocio de comercio al detal                                   |
| Uruguay   | Géant            | Negocio de comercio al detal                                   |

## Estructura
Para fin de 2015 cuenta con 2606 puntos de venta entre los que se encuentran hipermercados, supermercados, tiendas de descuento y tiendas especializadas, distribuidos de la siguiente manera: en Colombia 263 almacenes Éxito, 100 Carulla, 153 Surtimax y 58 otros. En Uruguay cuenta con 65 puntos de venta distribuidos así: 34 Devoto, 29 Disco y 2 Geant. En Brasil cuenta con 1941 puntos de venta distribuidos así: 760 Casa Bahía, 336 Extra, 311 Minimercado Extra, 254 Ponto Frío, 185 Pão de Azúcar y 95 Assaí. Finalmente en Argentina cuenta con 27 puntos de venta: 15 Libertad y 12 Mini Libertad. El socio mayoritario es el Grupo Casino de Francia. Su principal competidor en Colombia es la chilena Cencosud con sus almacenes Jumbo, Easy y Metro.
En el primer trimestre del 2012, Almacenes Éxito tuvo unos ingresos de $2 177 109 millones de COP y unas ganancias de $93 754 millones COP. En mayo de 2013, Éxito incursionó en el negocio de la telefonía móvil con la llamada Móvil Éxito, un OMV que funciona con la red Tigo y cuya tarjeta SIM se adquiere en las tiendas de la cadena Éxito, Carulla, Surtimax y Súper Inter.
En junio de 2011, Almacenes Éxito compró las cadenas Devoto y Disco en Uruguay, por un valor total de US$ 746 millones, poniendo en marcha su plan de expansión por América Latina. En julio de 2015 se conoce oficialmente la adquisición del 100 % de la cadena argentina Hipermercados Libertad y del 50 % del grupo brasileño Pão de Açúcar, que lo convierte en el más grande minorista de retail de América Latina.

## Propietarios
El grupo Éxito pertenece a una gran cantidad de dueños, que son:
- El grupo salvadoreño Calleja. Es el mayor accionista y posee el 56,10 % de las acciones, después de la venta de las acciones en 2023 del Grupo Casino.
- El Grupo Empresarial Antioqueño, que posee el 19,2 % con los Fondos de Pensiones.
- El 3,8 % es del Programa de ADRs.
- El resto le pertenece a accionistas importantes y bancos.

### Propietarios en Venezuela
Desde 1990 hasta 2010 almacenes Cativen tuvo los siguientes propietarios:
- El 50,01 % le perteneció al Grupo Casino de origen francés.[11]
- 28,99 % le perteneció a Empresas Polar.[11]
- 21,00 % le perteneció a Almacenes Éxito de origen colombiano.[11]

Desde 2010:
- el 81,2 %, como Abastos Bicentenarios, le pertenece al gobierno de Venezuela.[12]

## Filiales
Didetexco:
Empresa textil que produce las prendas que conforman el portafolio de marcas propias de vestuario. Didetexco también desarrolla otros procesos intermedios como estampado y bordado en más de 300 talleres satélites de confección, todos ellos en Colombia.
Cuenta con once marcas para ofrecerles a los usuarios prendas que se pueden encontrar en todos los almacenes éxito de Colombia. Las marcas que produce Didetexco son: Arkitect, People, Bronzini, Pop Rose, WKD, Coquí, Custer, Ama’s, Cárrel, Bluss.
Transacciones energéticas S.A.S. E.S.P.:
Empresa de Servicios Públicos E.S.P es una compañía filial del Grupo Éxito dedicada a la comercialización de energía eléctrica buscando brindar eficiencia en las negociaciones que se desarrollan en el Mercado de Energía Mayorista y la atención de usuarios finales.
Almacenes Éxito Inversiones S.A.S.:
Está encargada de constituir, financiar, promover, invertir individualmente o trabajar con otras personas naturales o jurídicas en la conformación de sociedades, empresas o negocios que tengan el objetivo de producir bienes, objetos, mercancías, artículos o elementos, o la prestación de servicios relacionados con la actividad de establecimientos comerciales.
Spice Investments Mercosur:
Es propietaria del 96,5 % de la sociedad Lanin S.A. y del 62,5 % de la sociedad Grupo Disco Uruguay S.A., que posee las cadenas que operan bajo las marcas Disco, Devoto y Geánt.
Carulla Vivero Holding INC.:
Es una compañía domiciliada en las Islas Vírgenes Británicas, cuyo objeto social es realizar negocios para invertir, comprar, poseer, adquirir, vender, asignar o administrar cualquier bien e inmueble.
Aliados Surtimax:
Actualmente el Grupo Éxito está incursionando en el sector de los minimercados aliándose con supermercados más pequeños cómo SurtiMax. Esto no implica que Grupo Éxito compre el supermercado, o que sea una franquicia, ni que sea su único proveedor, sino que tanto estos pequeños mercados como Grupo Éxito trabajan conjuntamente bajo un acuerdo de cooperación.
Cdiscount S.A.S.:
El grupo Éxito incursionó en el comercio electrónico junto con el grupo Cnova, una de las divisiones del Grupo Casino, compañía con trayectoria en comercio electrónico a nivel mundial. Es un comercio electrónico que nació en 2014 en Colombia, y se encarga de comercializar tecnología, electrodomésticos sean grandes o pequeños por internet.

## Formatos vigentes en Colombia
- Centros Comerciales Viva y Mercado Éxito.
- Hipermercado de Gran Superficie: Éxito, Éxito Wow!.
- Almacenes: Éxito Vecino.
- Supermercados: Éxito Super, Carulla Freshmarket.
- Tiendas de conveniencia: Éxito Express, Carulla Express, Éxito Outlet (solo en Cali, Neiva y Dosquebradas).
- Farmacias: Droguerías Cafam.
- Especialista: Éxito Tecno.
- Comercio electrónico: Tiendas virtuales exito.com y carulla.com.